# Jolly Boys
The Jolly Boys sind eine Musikgruppe aus Port Antonio in Jamaika. Die 1945 gegründete Band spielt den Mento, die traditionelle Folkloremusik Jamaikas. Ihre bisher erfolgreichste Zeit ist Ende der 1980er und 1990er Jahre zu verzeichnen, sowohl in der Weltmusikszene, als auch bei Anhängern des Reggae.

## Bandgeschichte
The Jolly Boys entstanden aus der Musikgruppe „Navy Island Swamp Boys“. Die „Navy Island Swamp Boys“ wurden Ende der 1940er oder Anfang der 1950er Jahre gegründet und spielten häufig bei Partys von Errol Flynn. Mitglieder waren u. a. Moses Deans am Banjo und der Gitarre, Noel Lynch (ebenfalls Gitarre) und „Papa“ Brown an der Rumba-Box. Nachdem sich diese Gruppe 1955 aufgelöst hatte, gründeten Deans und Brown zusammen mit Derrick „Johnny“ Henry (Maracas und Trommeln), Martell Brown (Gitarre) und David „Sonny“ Martin (ebenfalls Gitarre) The Jolly Boys. Der Name soll von Errol Flynn in den Raum geworfen worden sein. In der Anfangszeit half der Perkussionist Allan Swymmer regelmäßig aus und gehörte ab den 1960er Jahren zur Standardbesetzung. The Jolly Boys wurden in Port Antonio zu einer bekannten Band, der man nachsagte, die beste Mento-Band der Gemeinde zu sein.

## Diskografie
- 1977: Roots of Reggae: Music From Jamaica
- 1979: Jolly Boys at Club Caribbean
- 1989: Pop 'n' Mento
- 1991: Sunshine N' Water
- 1991: Beer Joint & Tailoring
- 1997: Live in Tokyo
- 2010: Great Expectation
- 2011: Great Expectation US Edition
- 2014: Classic Mento from Port Antonio